# گارانهونز
گارانهونز (به پرتغالی: Garanhuns) یک منطقهٔ مسکونی در برزیل است که در پرنامبوکو واقع شده‌است. گارانهونز ۴۷۲٫۴۶۲ کیلومتر مربع مساحت و ۱۴۰٬۵۷۷ نفر جمعیت دارد و ۸۹۶ متر بالاتر از سطح دریا واقع شده‌است.